# Haplochromini
Haplochromini es una tribu de cíclidos africanos de la subfamilia Pseudocrenilabrinae en su mayoría endémicos del Lago Malawi.

## Géneros
- Astatoreochromis
- Astatotilapia
- Haplochromis
- Cheilochromis
- Pseudocrenilabrus
- Serranochromis

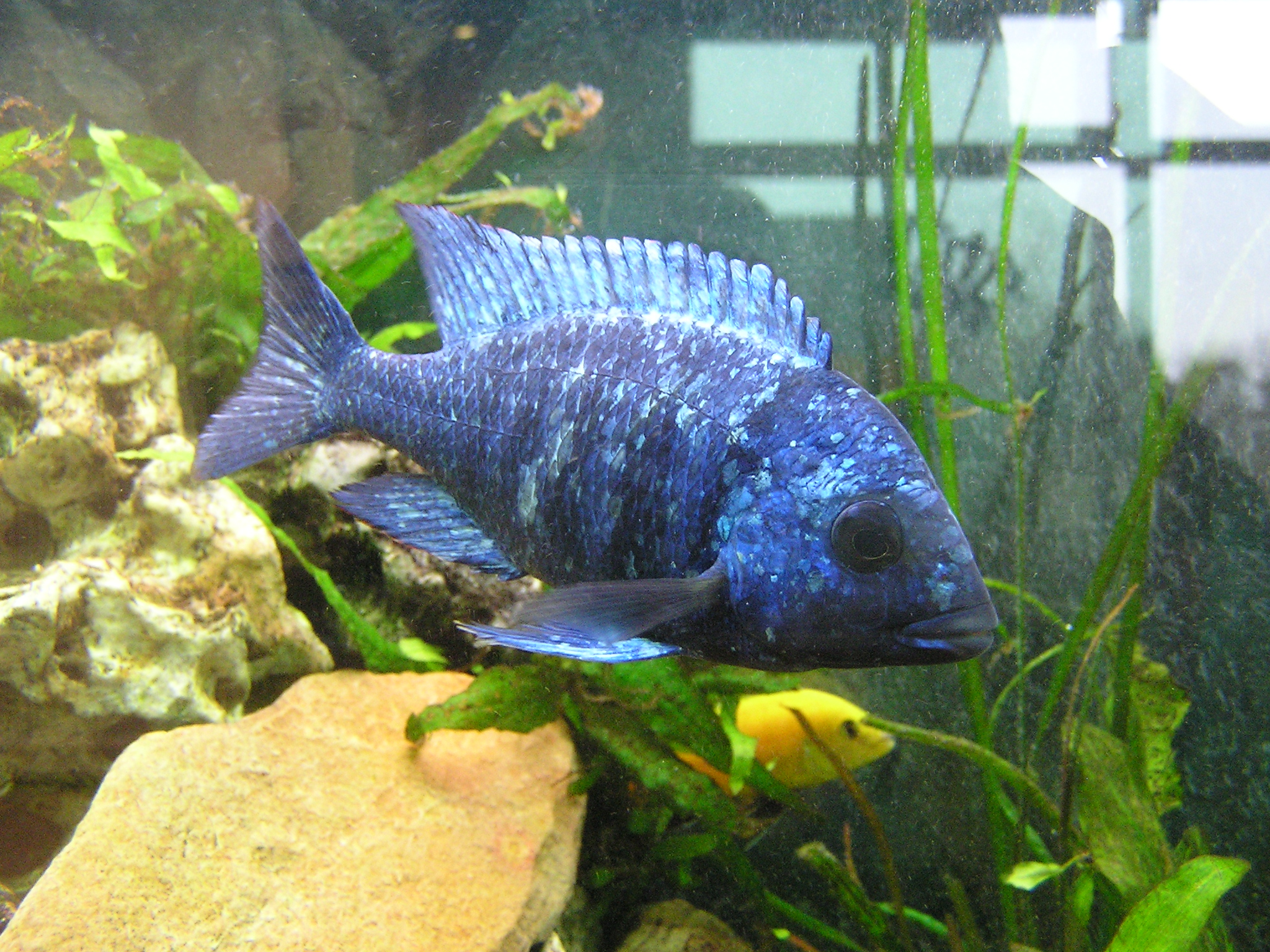
Haplochromis phenochilus

 Haplochromini endémicos del Lago Malawi 
| - Aristochromis - Aulonocara - Buccochromis - Caprichromis - Champsochromis - Chilochromis - Chilotilapia - Copadichromis - Corematodus - Ctenopharynx - Cyrtocara - Dimidiochromis - Diplotaxodon - Docimodus - Eclectochromis - Exochochromis - Fossorochromis - Hemitaeniochromis | - Hemitilapia - Lethrinops - Lichnochromis - Mylochromis - Naevochromis - Nimbochromis - Nyassachromis - Otopharynx - Pallidochromis - Protomelas - Rhamphochromis - Sciaenochromis - Stigmatochromis - Taeniochromis - Taeniolethrinops - Tramitichromis - Trematochromis - Tyrannochromis |